# Arandilla del Arroyo
Arandilla del Arroyo är en kommun i Spanien.   Den ligger i provinsen Provincia de Cuenca och regionen Kastilien-La Mancha, i den centrala delen av landet, 110 km öster om huvudstaden Madrid.